# Абтсдорф
Абтсдорф (нім. Abtsdorf) — комуна в Німеччині, в землі Саксонія-Ангальт.
Входить до складу району Віттенберг. Підпорядковується управлінню Ельбауе-Флемінг. Населення становить 1392 людини (на 31 грудня 2006 року). Займає площу 9,70 км². Офіційний код — 15 1 71 001.